# Minuano (álbum)
Minuano é o oitavo álbum de estúdio da banda brasileira de rock Engenheiros do Hawaii. O disco foi gravado e mixado no inverno de 1997 no estúdio Mega, no Rio de Janeiro, por Nilo Romero. Foi lançado em 27 de setembro de 1997 pela gravadora BMG. Foi o último disco da banda pela gravadora, visto que em 1999 eles assinariam um contrato com a Universal Music. Humberto Gessinger, em 1999, disse em um bate-papo: "Mudar era inevitável. O passado dos Engenheiros era muito lucrativo na BMG, eles não precisavam pensar no futuro.", referindo-se à mudança ocorrida.

## Antecedentes
Após a separação dos Engenheiros do Hawaii no final de 1995, Humberto Gessinger juntou-se ao guitarrista Luciano Granja e ao baterista Adal Fonseca, formando o 33 de espadas, que, mais tarde, rebatizado como Humberto Gessinger Trio, lançaria o álbum autointitulado no ano de 1996. Após a turnê de divulgação do disco, notando a inviabilidade da utilização do novo nome, visto que muitos produtores ainda anunciavam o grupo como "Engenheiros", Gessinger volta a utilizar a alcunha de Engenheiros do Hawaii com a banda.
Ao iniciar as gravações do novo disco, Gessinger convida o tecladista Lucio Dorfman para tocar em estúdio junto à banda. Lúcio Dorfman é filho do músico e arquiteto César Dorfman, que foi professor de Gessinger na UFRGS), e sobrinho do maestro gaúcho Paulo Dorfman. Após o término das mesmas, Lúcio foi convidado a juntar-se fixamente à banda devido aos bons resultados. 

## Gravação e produção
Inicialmente, o nome do álbum seria Dez, por ser o décimo da banda. Porém, para reforçar a identidade gaúcha do grupo, o nome escolhido acabou por ser Minuano, vento frio e seco característico dos invernos Rio Grande do Sul.  Além disso, o termo minuano também pode fazer referência aos indígenas Minuanos, que habitavam o sudoeste do Rio Grande do Sul, e aos atuais habitantes do pampa.
As gravações se iniciam em meados de Junho de 1997 no estúdio Mega, no Rio de Janeiro. Gessinger, em entrevista, disse se sentir "estimulado" ao gravar com músicos mais jovens. Segundo o mesmo: "Tive minha formação baseada no rock brasileiro dos anos 80. Eles (referindo-se aos outros componentes) cresceram ouvindo hard rock dos anos 70 e sacam melhor essa coisa de 'riffs' de guitarra e som pesado" O álbum contou com alguns músicos convidados participando do processo de gravação. Um dos exemplos é o músico Kleiton Ramil, que faz dupla com Kledir na dupla de pop-rock gaúcho que leva o nome de ambos, que foi convidado para gravar o violino da música "A Montanha".
Originalmente, a ordem das músicas seria diferente. A faixa "3 Minutos" (originalmente com o número "três" por extenso) abriria o disco, enquanto "Alucinação", "A Ilha Não Se Curva" e "Banco", seriam, respectivamente, as 4ª, 5ª e 6ª faixas. Outros Tempos, a canção que encerra o disco, chegou a ter o subtítulo "Pra Quem Não Dançou Nos Anos 70".

## Resenha musical
O disco traz, juntamente ao som característico dos discos anteriores da banda, composições com um apelo mais pesado. Essa característica é atribuída ás influências dos novos integrantes, à exemplo da música "Humano Demais", cujo riff principal foi composto por Adal Fonseca, quando o mesmo tinha 16 anos.
Na canção 3 Minutos, aos exatos 3:00, pode-se ouvir Humberto repetindo Minuano várias vezes, tocando-a ao contrário. Este recurso já havia sido utilizado na faixa Ilusão de Ótica, do álbum O Papa É Pop. A melodia de 9051 foi composta na época de Várias Variáveis e serviria para a canção Muros & Grades, mas foi arquivada até 1997, quando foi regravada com a nova letra. O título da faixa faz alusão à antiga forma para ligações a cobrar para Porto Alegre e algumas cidades do Rio Grande do Sul.
Também há um resgate às raízes gaúchas na sonoridade do disco. Segundo o guitarrista Luciano Granja: "Nosso som é rock brasileiro, mas temos um quê de gaúcho que não dá para disfarçar" As músicas "A Ilha Não Se Curva" e "Deserto Freezer" são, respectivamente, baseadas nos estilos nativos rio-grandenses milonga e vanerão. 
Além disso, o disco traz a regravação da música Alucinação, originalmente do artista cearense Belchior. Em resumo, é um álbum com influências bastante diversificadas, seguindo o cenário brasileiro das bandas de pop-rock da metade final dos anos 90.

## Projeto gráfico

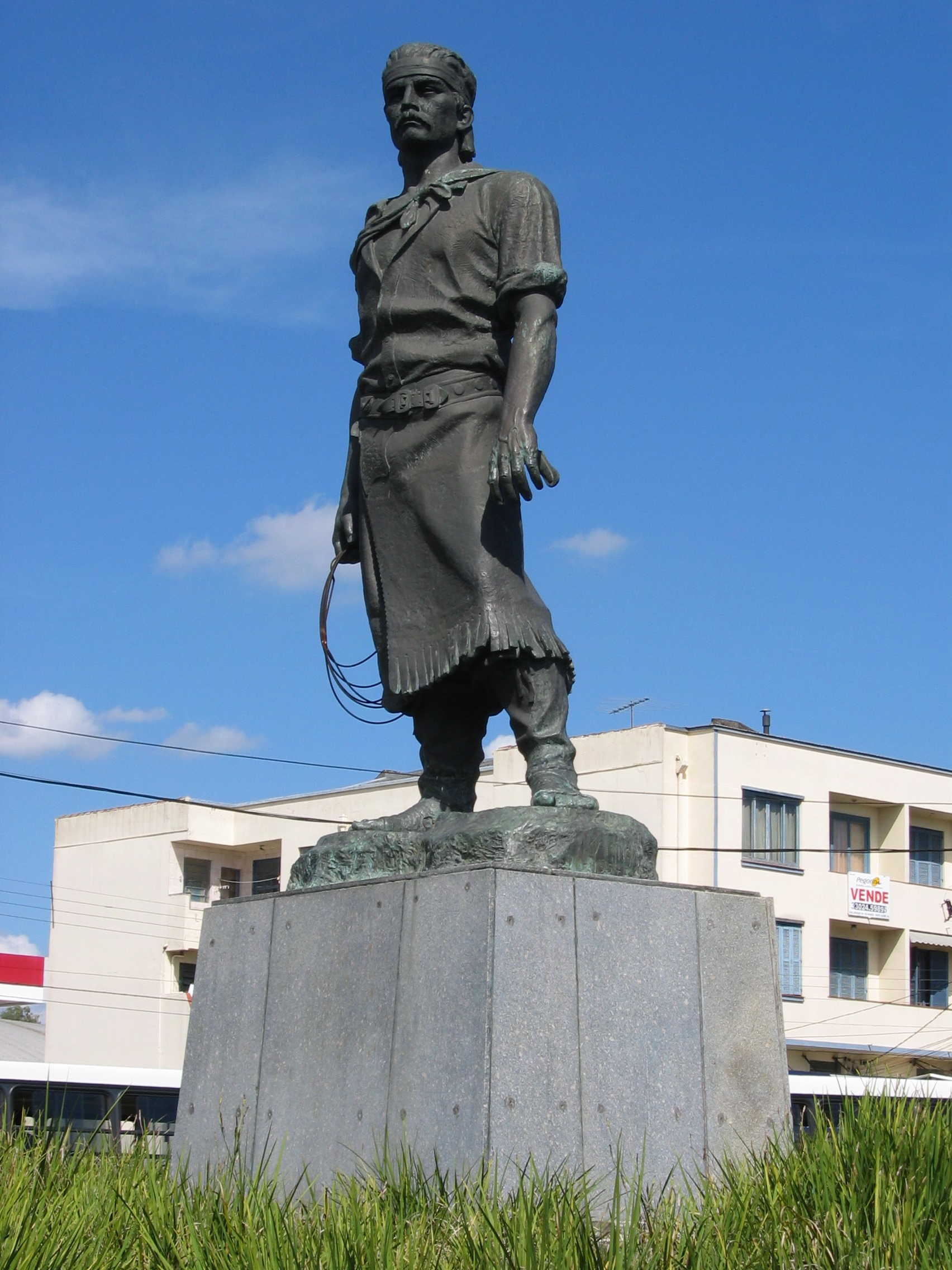
Estátua do Laçador, na Praça do Bombeador.

A capa do disco, de Luiz Stein, traz uma imagem do Monumento do Laçador, que representa o gaúcho tipicamente pilchado e teve como modelo o tradicionalista Paixão Côrtes. Em 2001, o monumento foi tombado como patrimônio histórico, e em 2007, foi transferido da Praça do Bombeador, seu local original, para o Sítio do Laçador. A imagem, assim como o título, referenciam a influência tradicionalista presente no disco. Gessinger disse em um bate-papo que sua engrenagem (elemento frequentemente usado nas artes da banda) favorita são as cravelhas (tarraxas) do Minuano.

## Recepção

### Lançamento
O álbum foi lançado em 27 de setembro de 1997 pela gravadora BMG Ariola, e foi o primeiro disco dos Engenheiros a sair apenas no formato de CD, não tendo versões oficiais em K7 ou LP. As expectativas iniciais eram de que o álbum vendesse cerca de 50 mil unidades. Em outubro de 1998, segundo Gessinger, o álbum já havia vendido cerca de 80 mil cópias. Para a promoção do disco, as músicas "A Montanha" e "Alucinação" ganharam videoclipes. 

### Fortuna crítica
| Críticas profissionais  | Críticas profissionais |
| Avaliações da crítica   | Avaliações da crítica  |
| Fonte                   | Avaliação              |
| ----------------------- | ---------------------- |
| Bizz (1997)             | Positiva               |
| Manchete (1997)         | Positiva               |
| Zero Hora (1997)        | Neutra                 |
| Jornal do Brasil (1997) | Positiva               |
| O Globo (1997)          | Positiva               |

As avaliações foram em sua maioria positivas, ao contrário dos discos anteriores, que receberam críticas ácidas e em boa parte, mistas. Um ponto bastante destacado é a "maturidade" presente no disco, tanto na sonoridade quanto nas letras. Hagamenon Brito, escrevendo para a revista Bizz, diz que: "Sua banda (referindo-se a Gessinger) ressurge enxuta, retoma adoráveis banalidades (pop songs com jogos de palavras) e lança seu melhor trabalho desde Ouça o Que Eu Digo, Não Ouça Ninguém, de 1988." Vale lembrar que a revista Bizz foi responsável por tecer críticas severas aos discos Várias Variáveis (1991) e Gessinger, Licks & Maltz (1992). 
Também são exaltadas as contribuições dos novos integrantes, que deram um "novo ar" ao estilo da banda, sem perder a originalidade e identidade. Arthur Dapieve, escrevendo para O Globo, diz que "essa lipo sonora, batizada de Minuano, foi um sucesso" referindo-se à mudança na formação, reduzida quando comparada ao quinteto que gravou o disco anterior.

## Faixas
Todas as faixas escritas e compostas por Humberto Gessinger, exceto onde indicado. 
| N.º | Título                | Compositor(es)                          | Duração |  |
| 1.  | "Banco"               |                                         | 2:53    |  |
| 2.  | "A Montanha"          |                                         | 3:18    |  |
| 3.  | "Faz Parte"           |                                         | 3:31    |  |
| 4.  | "Sem Problemas"       |                                         | 3:18    |  |
| 5.  | "3 Minutos"           |                                         | 3:25    |  |
| 6.  | "Nuvem"               |                                         | 2:53    |  |
| 7.  | "Nove Zero Cinco Um"  |                                         | 2:41    |  |
| 8.  | "Deserto Freezer"     |                                         | 2:41    |  |
| 9.  | "Alucinação"          | Belchior                                | 3:29    |  |
| 10. | "A Ilha Não Se Curva" | Gessinger, Luciano Granja, Adal Fonseca | 4:13    |  |
| 11. | "Humano Demais"       | Gessinger, Granja, Fonseca              | 4:53    |  |
| 12. | "Outros Tempos"       |                                         | 4:10    |  |

## Créditos
Créditos dados com base nas informações do encarte do CD.

### Músicos

#### A Banda
- Humberto Gessinger: voz, baixo e teclados (em "Nuvem").
- Luciano Granja: guitarras e violões.
- Adal Fonseca: bateria.
- Lúcio Dorfman: teclados.

#### Convidados
- Nilo Romero: baixo (em "Nuvem"), pandeiros e programações (em "3 Minutos").
- Billy Brandão: guitarra (em "Sem Problema").
- Humberto Barros: teclados, acordeom (em "A Ilha Não Se Curva").
- Léo Fernandes: teclados (em "3 Minutos").
- Kadu Menezes: bateria (em "Nuvem" e "9051").
- Ramiro Mussotto: percussão (em "Deserto Freezer" e "Outros Tempos") e programações (em "Outros Tempos").
- Carlos Trilha: programações (em "Alucinação").
- Jairo Diniz, Glauco Fernandes e Léo Ortiz: cordas (em "Nuvem" e "Faz Parte").
- Lui Coimbra: arranjo.
- Patrícia Vergara: regência.
- Kleiton Ramil: violino (em "A Montanha").

### Ficha Técnica
- Direção artística: Jorge Davidson.
- Produção: Nilo Romero.
- Técnicos: Márcio Gama e Ronaldo Lima.
- Assistentes: Márcio Thees e Marco Aurélio.
- Mixagem: Márcio Gama e Nilo Romero.
- Edição digital: Florência Saravia.
- Masterização: Ricardo Garcia.
- Assistente de produção: Cacau Ferrari.
- Roadie: Iran Alves.
- Capa: Luiz Stein.
- Fotos: Adriana Pitigliani.
- Assistente de arte: Daniel de Souza.
- Produção Executiva: Gil Lopes e Carmela Forsin.